# Joan Cós i Duran
Joan Cós i Duran   (Cervera, 1814 - Montpeller, 1879) fou un advocat i polític d'ideologia carlina.

## Biografia
Joan Cós va néixer a Cervera l'any 1814, va realitzar els primers estudis de dret a la Universitat de Cervera. El 1840 després de participar en la guerra dels Set Anys o Primera Guerra Carlina es va exiliar i va acabar els seus estudis doctorant-se en dret civil i dret canònic a la Universitat de Bolonya. A Montpeller va exercir d'advocat i a Nàpols de conseller de Carles VI, pretendent carlí al tron d'Espanya des de l'any 1845. El 1870 va assistir a l’assemblea carlina de Vevey com a membre del pretendent carlí a la corona d'Espanya, Carles VII.
Fou un partidari exaltat del legitimisme, sobre aquest tema va publicar nombrosos opuscles com; Le droit legitime au trône de Saint-Ferdinand (1845) i ¡Oh Roma feliz!, (1860), entre d'altres.
Va morir a Montpeller el 1879.